# Floressas
Floressas ist eine französische Gemeinde mit 179 Einwohnern (Stand 1. Januar 2022) im Département Lot in der Region Okzitanien (vor 2016: Midi-Pyrénées). Die Gemeinde gehört zum Arrondissement Cahors und zum Kanton Puy-l’Évêque.
Der erste Teil des Namens der Gemeinde leitet sich vom früheren Namen Florentianum (Landgut des Florentius) ab.
Die Einwohner werden Floressacois und Floressacoises genannt.

## Geographie
Floressas liegt circa 26 Kilometer westlich von Cahors in der historischen Provinz Quercy am westlichen Rand des Départements.
Umgeben wird Floressas von den sechs Nachbargemeinden:
|                   | Vire-sur-Lot                                | Puy-l’Évêque |
| Lacapelle-Cabanac | Kompassrose, die auf Nachbargemeinden zeigt | Grézels      |
| Sérignac          | Le Boulvé                                   |              |

Floressas liegt im Einzugsgebiet des Flusses Garonne.
Der Ruisseau de Saint-Matré, ein Nebenfluss des Lot, durchquert das Gebiet der Gemeinde.

## Geschichte
Der Ursprung der Grundherrschaft über das Dorf ist nicht präzise belegt. Ihre Entstehung vor 1307 könnte eine Folge der Zergliederung der Kastellanei von Puy-l’Évêque sein, die vermutlich vom Bischof von Cahors Sicard de Montaigut zugunsten seines Neffen veranlasst worden war. Sie könnte aber auch Teil der ehemaligen Kastellanei von Orgueil gewesen sein, was vermuten ließe, dass sie 1336 zur Kastellanei von Montcuq gehörte, die dem französischen König direkt unterstellt war und nicht dem Bischof. Auf Armand de Montaigut, der 1307 Seigneur war. folgte 1336, vielleicht über eine Heirat, Jean de Beynac, Mitglied eines Zweiges der angesehenen Familie de Beynac aus dem Périgord. Seine Nachkommen Gaillard und Sicard de Beynac teilten sich die Grundherrschaft. Sie beteiligten sich aktiv am Hundertjährigen Krieg auf der Seite der französischen Krone, was ihnen substanzielle Einnahmen bescherte. Das Lehen ging im 17. Jahrhundert an die Familie Limoges-La Gorse über nach einer Heirat von Gilbert de Limoges mit Jeanne de Beynac und im Jahre 1630 wiederum über eine Heirat an die Familie Brachet. Gilbert de Brachet wurde im Jahre 1704 in den Stand eines Markgrafen erhoben. Während der Französischen Revolution wurde das Schloss in den Jahren 1795 und 1796 als Nationalgut verkauft. Das Hauptgebäude verfiel und wurde wenig später abgerissen.

## Einwohnerentwicklung
Mit Beginn der Aufzeichnungen am Ende des 19. Jahrhunderts war die Einwohnerzahl auf einem Höchststand von rund 740. In der Folgezeit sank die Größe der Gemeinde bei kurzen Erholungsphasen bis zur Jahrtausendwende auf 145 Einwohner. Es folgte eine leichte Wachstumsphase, bevor sich die Zahl der Einwohner auf ein Niveau von rund 160 Einwohnern stabilisierte, das bis heute gehalten wird.
| Jahr      | 1962 | 1968 | 1975 | 1982 | 1990 | 1999 | 2006 | 2011 | 2022 |
| --------- | ---- | ---- | ---- | ---- | ---- | ---- | ---- | ---- | ---- |
| Einwohner | 204  | 172  | 179  | 205  | 199  | 145  | 145  | 159  | 179  |

## Sehenswürdigkeiten

### PfarrkircheSaint-Martin
Die bekannte erstmalige Erwähnung der Pfarrgemeinde erfolgte im Jahre 1317. Das Fenster der Apsis und der Mauerwerksverband eines Teils des Langhauses erlauben es, die ältesten Partien der Kirche auf die zweite Hälfte des 13. Jahrhunderts oder auf die erste Hälfte des 14. Jahrhunderts zu datieren. Die Seitenkapellen sind zweifellos aus der Frühen Neuzeit, und das Langhaus wurde teilweise auch in dieser Zeit ausgebessert. Wie die Jahreszahl „1769“ auf dem Sturz des Eingangs belegt, sind in diesem Jahr umfangreiche Arbeiten durchgeführt worden. So sind beispielsweise neue Fenster in die Wände des Langhauses und der Kapellen eingebaut worden. Eine mit zwei Tubaengeln aus Stuck verzierte Empore wurde errichtet. Die gleiche Technik wurde bei der Verschönerung der Weihwasserbecken durch eine Darstellung Johannes des Täufers angewendet. Das Gewölbe wurde im 19. Jahrhundert bemalt. Das Datum des Baus des Glockenturms ist unbekannt.
Die viereckige Apsis stammt aus dem Mittelalter und wurde im Laufe der Zeit verändert. Zwei mit Spitzbögen gedeckte Sakramentshäuser sind in der Nord- und Südwand eingelassen. Die südliche Wand des Langhauses zeigt die Überreste eines kleinen Fensters mit einem abgerundeten, spitzbogenförmigen Sturz in einem Mauerwerksverband aus Bruchsteinen, der schwierig zu datieren ist. Die Wandmalerei in den Gewölben des Langhauses zeigt Darstellungen von Aposteln in Medaillons und ein nicht identifiziertes Wappen mit fünf Sternen auf blauem Grund. Die Gewölbe der beiden Kapellen sind mit Engeln verziert, die Spruchbänder tragen.

### Schloss Floressas

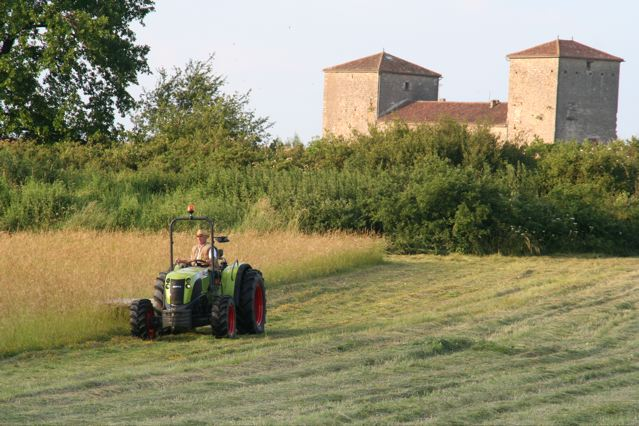
Schloss Floressas

Die Burg wurde von Jean de Beynac nach 1336 oder von Gaillard de Beynac errichtet, der vor 1385 verstarb. Die Bauwerke zeigen Anzeichen von Änderungen im 14. oder 15. Jahrhundert. Einige Ausbauten wurden am Ende des 15. oder zu Beginn des 16. Jahrhunderts durchgeführt. Die Burg erfuhr aber eine umfangreiche Modernisierung auf den Geschmack der Epoche am Ende des 17. oder zu Beginn des 18. Jahrhunderts. Der Katasterplan von 1835 zeigt nur noch zwei Türme als Bebauung.
Die Gebäude des Schlosses umsäumten vermutlich einen zentralen Innenhof und belegten ein ausgedehntes Viereck mit einer Kantenlänge von ungefähr 40 Metern. Der heute bestehende Wohntrakt und die beiden viereckigen Türme, die ihm einrahmen, bilden die Westseite und die nordwestlich und südwestliche Ecke. Spuren am Südturm weisen auf einen ehemaligen Trakt auf der südöstlichen Seite hin, während auf der Nordseite ein Teilstück einer Mauer zu sehen ist, das nur eine einfache Kurtine mit möglicherweise einem Eingangsportal war. Das heutige Hauptgebäude ist ein Neubau aus dem 19. Jahrhundert und enthält nur Teile des mittelalterlichen Baus. Er mag auf der ersten Etage einen großen Saal, im Erdgeschoss einen weiteren Saal oder einen Vorratsraum besessen haben. Der Südturm war nur über das Hauptgebäude zu betreten. Er hat bis heute annähernd seine ursprüngliche Höhe mit seinen vier Ebenen erhalten. Im Erdgeschoss besaß er zwei Bogenscharten. Die beiden ersten Etagen waren mit Latrinen ausgestattet, die zweite außerdem mit einem Kamin. Auf der obersten Ebene dienten drei Maueröffnungen als Zugang zur Hurde. Der Nordturm erscheint trotz seiner geringeren Höhe aber mit seiner etwas größeren Grundfläche als Hauptturm der Anlage. Möglicherweise wurde er geschliffen, vielleicht aber blieb sein Bau unvollendet. Sein Erdgeschoss und sein erstes Stockwerk, die mit einem Kreuzrippengewölbe versehen sind, sind nicht direkt miteinander verbunden, sondern besitzen jeweils einen Eingang zum Hof. Der erste Stock ist nicht mit Kaminen ausgestattet, besitzt aber ein Zwillingsfenster mit Sitzplätzen in der Laibung und einer Blendarkade in Form eines Dreipasses. Der Zugang zur oberen Geschoss erfolgte über eine schmale innenliegenden Treppe.

### Schloss Chambert

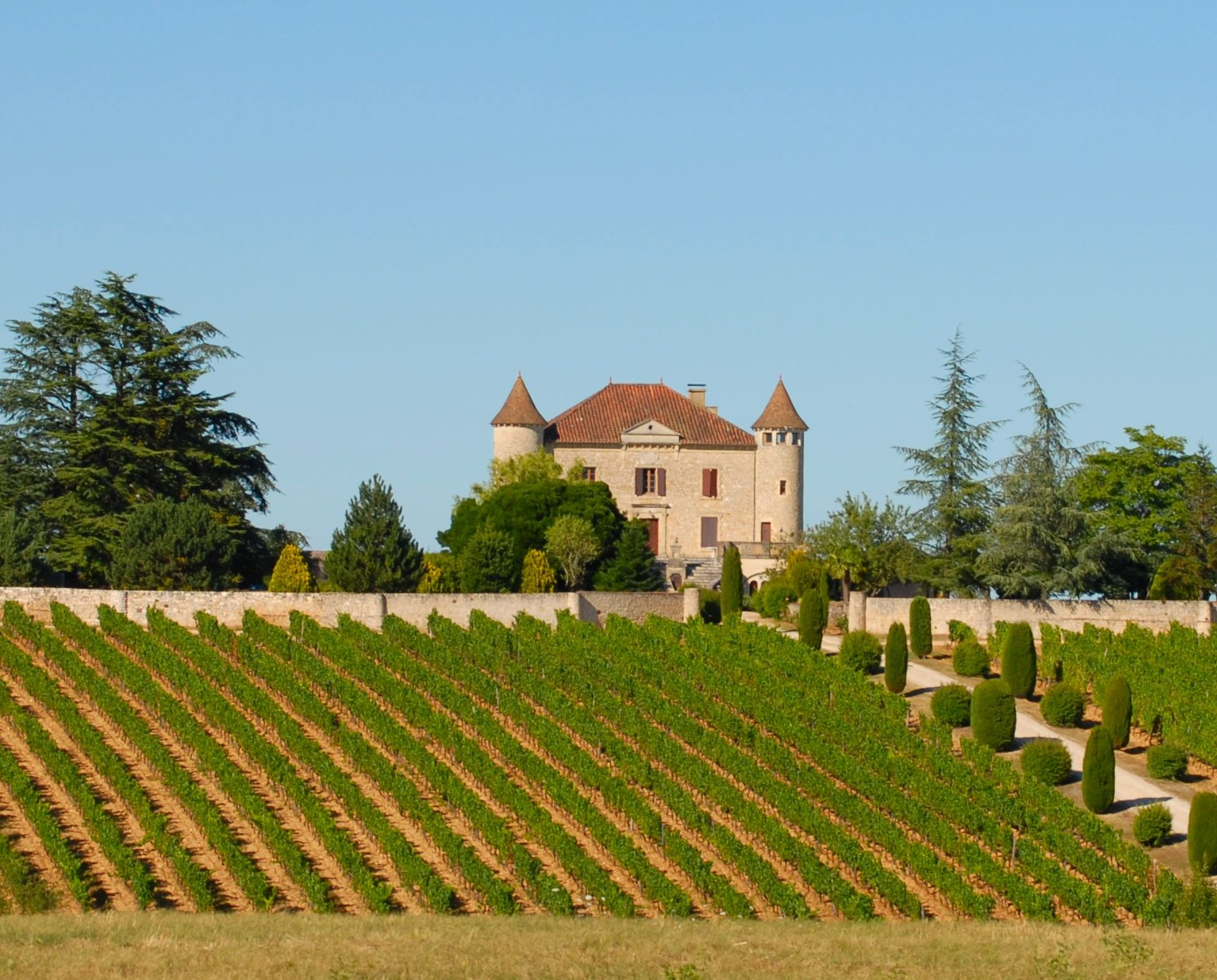
Schloss Chambert

Das Landgut und seine Weinberge werden seit dem 13. Jahrhundert, damals von einem befestigten Bauernhof an der gleichen Stelle wie das heutige Schloss, kultiviert. Von 1350 an gehörte das Land den Seigneurs von Floressas. Im Jahre 1609 führte Mademoiselle de La Valette und später im Jahre 1810 die Familie Lathese, geadelte Bürger, das Landgut. Aufgrund der verbesserten Schiffbarkeit des Lot im 19. Jahrhundert wuchs seine Bedeutung. Im Jahre 1870 wurde der Besitz an die Familie Bataille übergeben. Der Bau eines Schlosses im Stil des Architekten Eugène Viollet-le-Duc und an eine Burg des 16. Jahrhunderts wurde im Jahre 1873 vollendet. Im Jahre 1886 zerstörte ein Feuer zu drei Viertel das Anwesen. Das Schloss wurde unter Beibehaltung des übrig gebliebenen Hauptgebäudes wiederaufgebaut. Im Jahre 1985 sind zwei Rundtürme im Stil einer Burg des 16. Jahrhunderts hinzugefügt worden.

## Wirtschaft und Infrastruktur

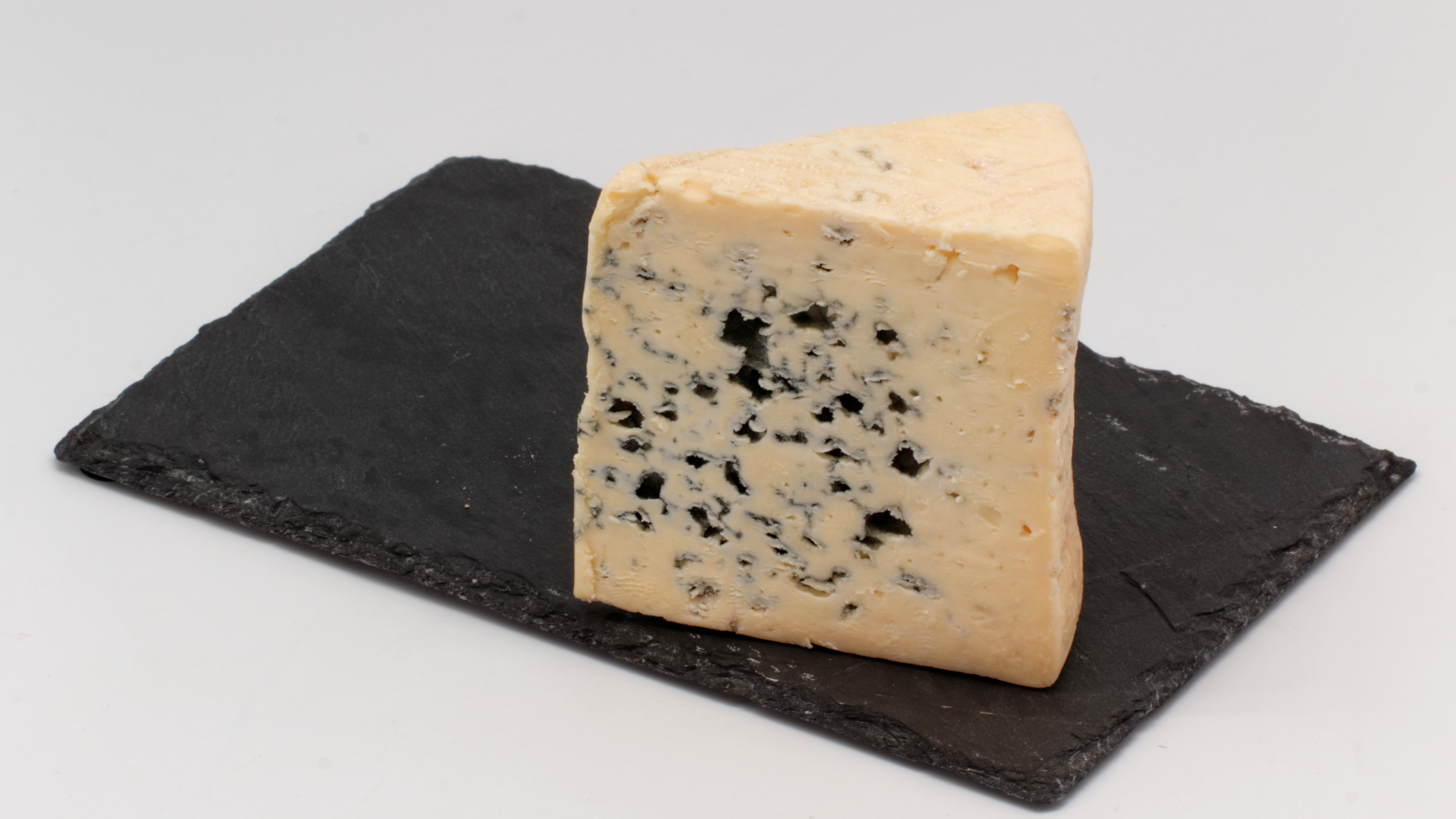
Blauschimmelkäse Bleu des Causses
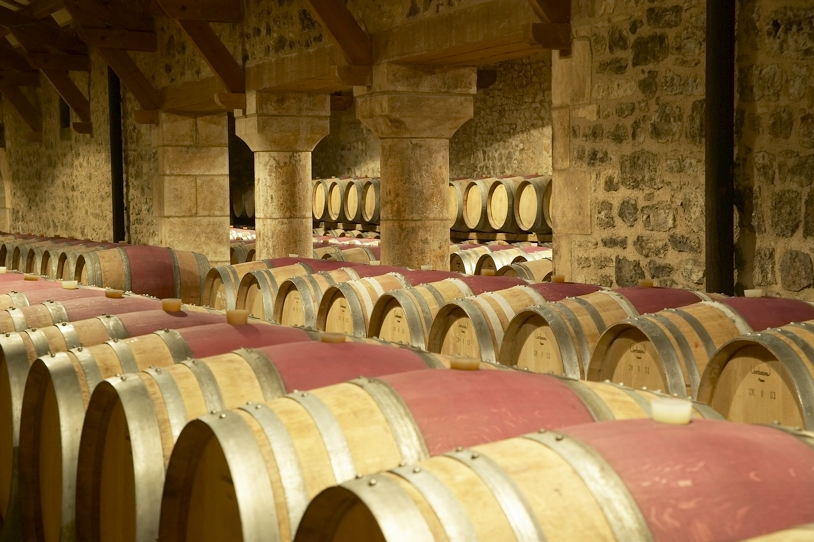
Weinkeller im Schloss Chambert
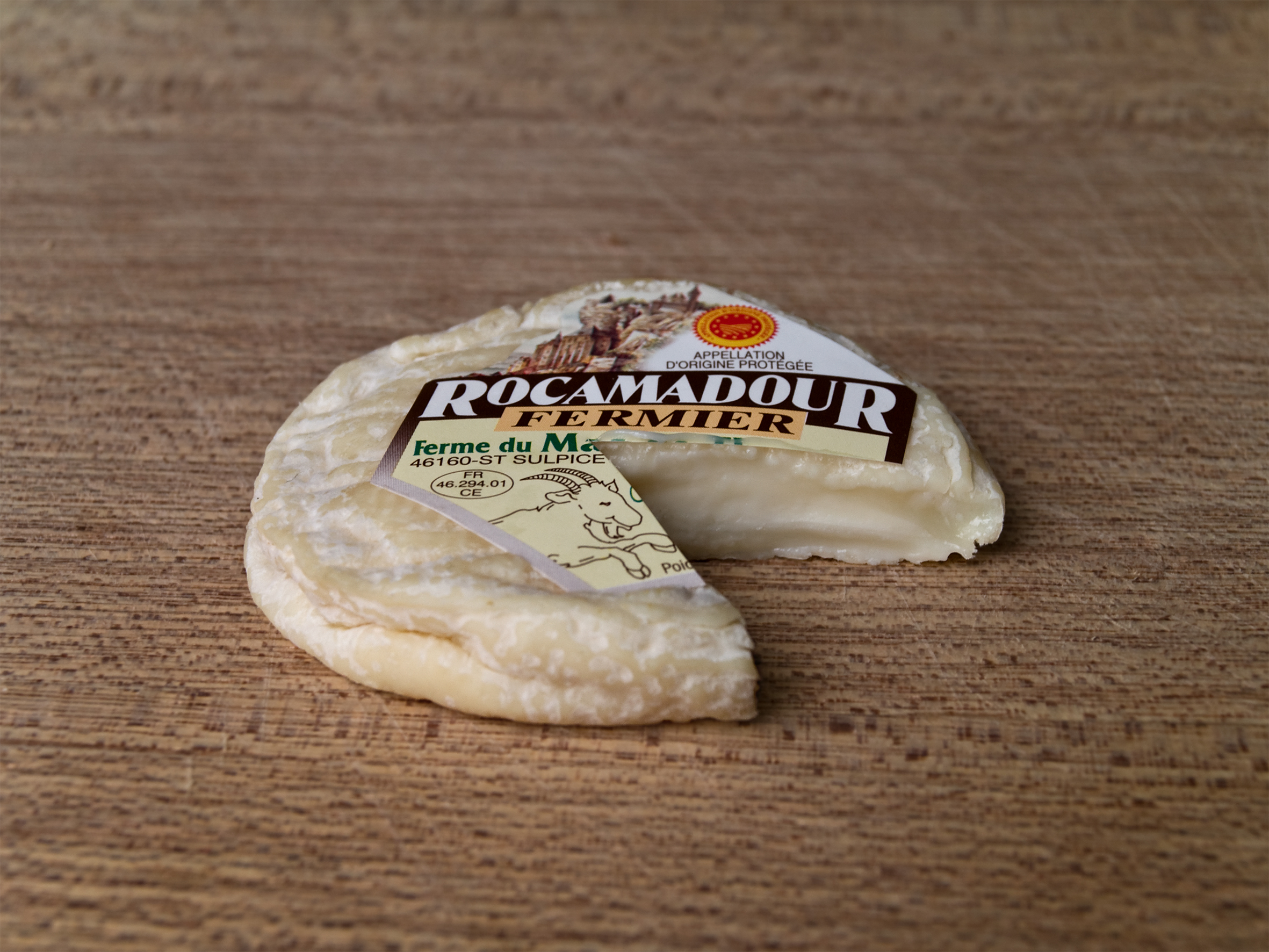
Rocamadour-Käse

Floressas liegt in den Zonen AOC
- des Blauschimmelkäses Bleu des Causses,
- des Cahors-Weins und
- des Rocamadour, eines Käses aus Ziegenmilch.[9]

### Verkehr
Floressas wird durchquert von den Routes départementales 44 und 58.

## Persönlichkeiten
- Paul Froment (1875–1898), Schriftsteller